# سوسومان
سوسومان (بالروسية: Сусуман) هي إحدى مدن روسيا في الكيان الفدرالي الروسي ماغادان أوبلاست.

## المناخ
يظهر الجدول التالي التغييرات المناخية على مدار السنة لسوسومان:
| البيانات المناخية لـسوسومان        | البيانات المناخية لـسوسومان | البيانات المناخية لـسوسومان | البيانات المناخية لـسوسومان | البيانات المناخية لـسوسومان | البيانات المناخية لـسوسومان | البيانات المناخية لـسوسومان | البيانات المناخية لـسوسومان | البيانات المناخية لـسوسومان | البيانات المناخية لـسوسومان | البيانات المناخية لـسوسومان | البيانات المناخية لـسوسومان | البيانات المناخية لـسوسومان | البيانات المناخية لـسوسومان |
| الشهر                              | يناير                       | فبراير                      | مارس                        | أبريل                       | مايو                        | يونيو                       | يوليو                       | أغسطس                       | سبتمبر                      | أكتوبر                      | نوفمبر                      | ديسمبر                      | المعدل السنوي               |
| ---------------------------------- | --------------------------- | --------------------------- | --------------------------- | --------------------------- | --------------------------- | --------------------------- | --------------------------- | --------------------------- | --------------------------- | --------------------------- | --------------------------- | --------------------------- | --------------------------- |
| الدرجة القصوى °م (°ف)              | −5.2 (22.6)                 | −5.2 (22.6)                 | 0.2 (32.4)                  | 12.1 (53.8)                 | 26.1 (79.0)                 | 32.0 (89.6)                 | 35.0 (95.0)                 | 33.0 (91.4)                 | 24.4 (75.9)                 | 11.3 (52.3)                 | 2.1 (35.8)                  | −1.6 (29.1)                 | 35.0 (95.0)                 |
| متوسط درجة الحرارة الكبرى °م (°ف)  | −33.7 (−28.7)               | −28.2 (−18.8)               | −17.6 (0.3)                 | −4.9 (23.2)                 | 8.0 (46.4)                  | 18.6 (65.5)                 | 21.2 (70.2)                 | 17.7 (63.9)                 | 8.7 (47.7)                  | −8 (18)                     | −25.2 (−13.4)               | −33.6 (−28.5)               | −6.4 (20.5)                 |
| المتوسط اليومي °م (°ف)             | −37.9 (−36.2)               | −33.6 (−28.5)               | −25.4 (−13.7)               | −12.7 (9.1)                 | 1.9 (35.4)                  | 11.2 (52.2)                 | 13.9 (57.0)                 | 10.6 (51.1)                 | 2.8 (37.0)                  | −13.6 (7.5)                 | −29.7 (−21.5)               | −37.5 (−35.5)               | −12.5 (9.5)                 |
| متوسط درجة الحرارة الصغرى °م (°ف)  | −42.1 (−43.8)               | −39 (−38)                   | −33.1 (−27.6)               | −20.5 (−4.9)                | −4.3 (24.3)                 | 3.8 (38.8)                  | 6.5 (43.7)                  | 3.4 (38.1)                  | −3.2 (26.2)                 | −19.2 (−2.6)                | −34.2 (−29.6)               | −41.4 (−42.5)               | −18.6 (−1.5)                |
| أدنى درجة حرارة °م (°ف)            | −60.6 (−77.1)               | −59.9 (−75.8)               | −53.7 (−64.7)               | −44 (−47)                   | −27.5 (−17.5)               | −8.8 (16.2)                 | −4.1 (24.6)                 | −11.1 (12.0)                | −24.3 (−11.7)               | −44.7 (−48.5)               | −53.8 (−64.8)               | −58.5 (−73.3)               | −60.6 (−77.1)               |
| الهطول مم (إنش)                    | 9.0 (0.35)                  | 7.2 (0.28)                  | 4.3 (0.17)                  | 5.8 (0.23)                  | 13.7 (0.54)                 | 44.6 (1.76)                 | 58.3 (2.30)                 | 58.5 (2.30)                 | 30.6 (1.20)                 | 16.5 (0.65)                 | 11.6 (0.46)                 | 10.7 (0.42)                 | 270.8 (10.66)               |
| متوسط أيام هطول الأمطار (≥ 0.1 mm) | 13.9                        | 11.8                        | 8.1                         | 6.1                         | 7.4                         | 12.7                        | 13.7                        | 13.2                        | 10.2                        | 11.6                        | 13.5                        | 13.1                        | 135.3                       |
| ساعات سطوع الشمس الشهرية           | 20                          | 89                          | 213                         | 283                         | 273                         | 291                         | 274                         | 223                         | 152                         | 132                         | 53                          | 10                          | 2٬013                       |
| المصدر: climatebase.ru (1937-2012) |                             |                             |                             |                             |                             |                             |                             |                             |                             |                             |                             |                             |                             |